# Arnau Martínez
Arnau Martínez López (Premià de Dalt, 25 april 2003) is een Spaans voetballer die doorgaans speelt als rechtsback. In december 2020 debuteerde hij voor Girona.

## Clubcarrière
Martínez speelde in de jeugd van Premià Dalt en in 2010 werd hij opgenomen in de jeugdopleiding van FC Barcelona. Deze verliet hij in 2016 om voor L'Hospitalet te gaan spelen. In september 2018 nam Girona de verdediger over. In oktober 2020 tekende hij een contract tot medio 2023. Na een aantal wedstrijden voor het belofteteam maakte Martínez zijn debuut in het eerste elftal, in de Copa del Rey op bezoek bij Gimnástica Segoviana. Door twee goals van Nahuel Bustos won Girona het bekerduel met 0–2. martínez mocht van coach Francisco Rodríguez na een uur spelen invallen voor Enric Franquesa.
Zijn eerste doelpunt voor Girona maakte hij op 9 mei 2021, in het Estadio Las Gaunas op bezoek bij Logroñés. Martínez opende na veertien minuten spelen de score, waarna teamgenoten Cristhian Stuani (tweemaal) en Juanpe scoorden. Door een treffer van Rubén Martínez werd het 1–4. Op het moment van zijn doelpunt was de rechtsback achttien jaar en veertien dagen oud, waarmee hij de jongste doelpuntenmaker uit de clubgeschiedenis werd. De verbintenis van Martínez werd in januari 2022 opengebroken en met twee jaar verlengd, tot medio 2025. Tijdens het seizoen 2023/24 werd Martínez derde met Girona, waardoor de club zich plaatste voor de UEFA Champions League. Dit was de eerste Europese kwalificatie in de clubgeschiedenis. In de zomer na deze jaargang werd zijn contract opengebroken en met twee seizoenen verlengd.

## Clubstatistieken
| Seizoen | Club   | Competitie       | Competitie | Competitie | Beker | Beker | Internationaal | Internationaal | Totaal | Totaal |
| Seizoen | Club   | Competitie       | Wed.       | Dlp.       | Wed.  | Dlp.  | Wed.           | Dlp.           | Wed.   | Dlp.   |
| ------- | ------ | ---------------- | ---------- | ---------- | ----- | ----- | -------------- | -------------- | ------ | ------ |
| 2020/21 | Girona | Segunda División | 16         | 1          | 4     | 0     | —              | —              | 20     | 1      |
| 2021/22 | Girona | Segunda División | 40         | 2          | 2     | 0     | —              | —              | 42     | 2      |
| 2022/23 | Girona | Primera División | 33         | 3          | 2     | 0     | —              | —              | 35     | 3      |
| 2023/24 | Girona | Primera División | 21         | 0          | 5     | 0     | —              | —              | 26     | 0      |
| Totaal  | Totaal | Totaal           | 110        | 6          | 13    | 0     | 0              | 0              | 123    | 6      |

Bijgewerkt op 14 augustus 2024.

## Interlandcarrière
In oktober 2022 werd Martínez door bondscoach Luis Enrique opgenomen in de voorselectie van het Spaans voetbalelftal voor het WK 2022. Hij was een van de afvallers toen een maand later de definitieve selectie werd bekendgemaakt.